# Economía solidaria
La economía solidaria es una forma de producción, consumo, y distribución de riqueza (o sea, un tipo de economía), centrada en la valorización del ser humano y no en la priorización del capital. Promueve la asociatividad, la cooperación y la autogestión, y está orientada a la producción, al consumo, y a la comercialización de bienes y servicios, de un modo principalmente autogestionado, teniendo como finalidad el desarrollo ampliado de la vida. Preconiza el entendimiento del trabajo y en el trabajo, como un medio de liberación humana, en el marco de un proceso de democratización económica, creando una alternativa viable a la dimensión generalmente alienante y asalariada del desarrollo del trabajo capitalista.

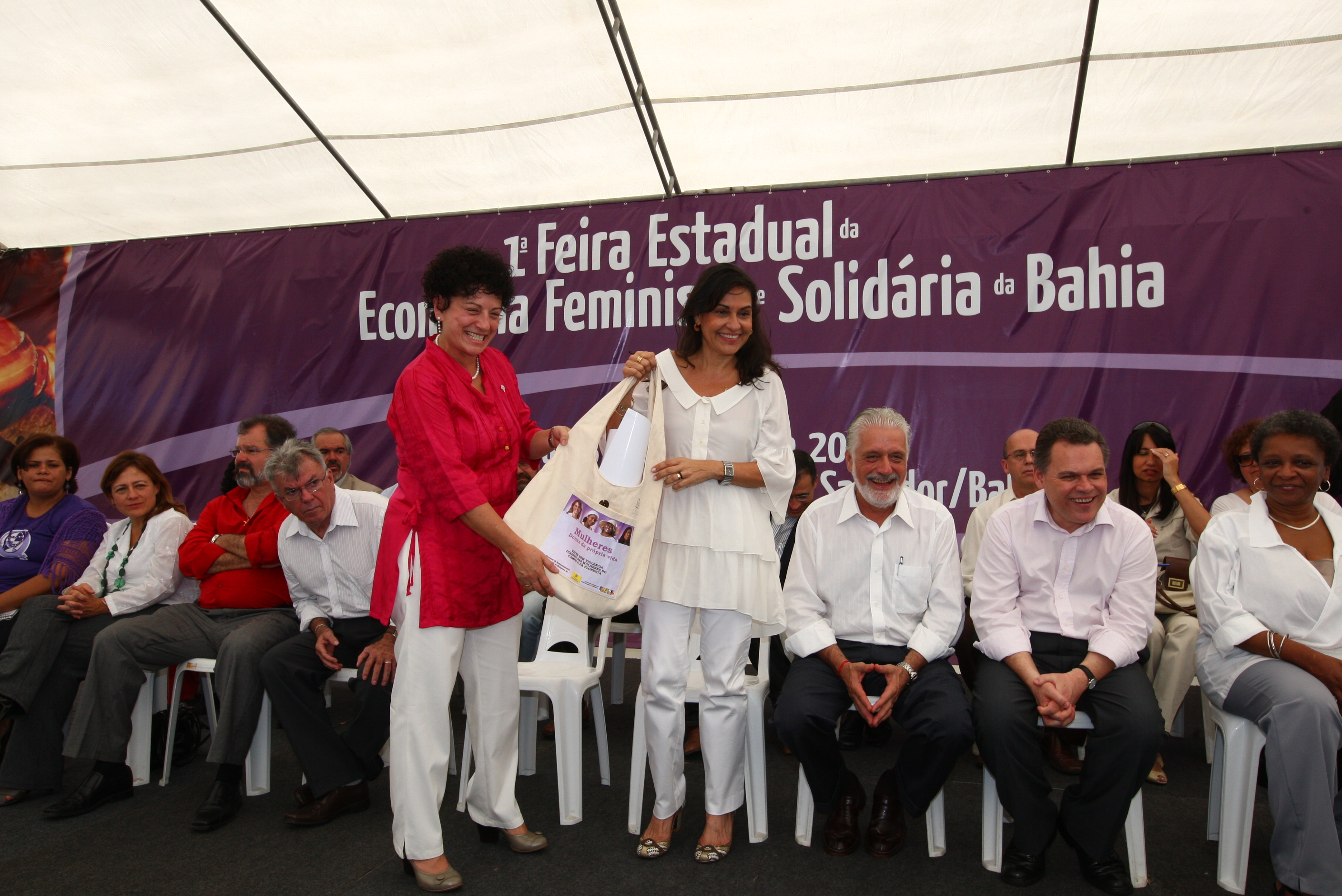
'1ª Feira Estadual da Economia Feminista e Solidária', Pituba, Salvador, Bahia, 21-23 de agosto de 2009.

En las últimas tres décadas, ha habido una explosión de prácticas monetarias basadas en la solidaridad a lo largo y ancho debido a una gama de razones que incluyen: En primer lugar, un número cada vez mayor de personas en todo el mundo que están encontrando condiciones de vida debilitadas y desarrollando necesidades. En segundo lugar, con la lógica de la libre empresa, los individuos y la sociedad se convierten en activos para ser mal utilizados. Su incentivo como trabajo o conexiones sociales se reduce a su valor en la expansión de los beneficios. Y, en tercer lugar, la profunda degradación natural, incitada por un modelo monetario directo, extractivo, serio y amplio, que provocó la contaminación general y el cambio ambiental.   

## Algunas precisiones
La definición rigurosa de "economía solidaria" ha sido y es sujeto de controversias. Para algunos, este concepto se refiere a las estrategias de actuación que apuntan a la abolición o al menos a la radical modificación del capitalismo como sistema económico predominante, así como a la eliminación o modificación de las relaciones sociolaborales opresivas que la estructura organizativa actual apoya y promueve. En cambio para otros, el concepto se refiere y engloba a las estrategias para la "humanización" de la economía capitalista, tomando en cuenta problemáticas ineherentes al capitalismo tales como polución ambiental y degradación de suelos (contaminación, erosión), narcotráfico, desigualdad, violencia, corrupción, subocupación, marginación y pobreza, contrabando, evasión fiscal, etc, complementando la globalización económica con el desarrollo de una comunidad basada en "redes sociales de seguridad y ayuda". Además de eso, la economía solidaria posee una orientación multidimensional y multifacética, o sea, involucra tanto la dimensión social, como la económica, la política, la ecológica, y la cultural.  Las experiencias de economía solidaria se proyectan con mucha generalidad en el espacio público en el cual están inmersas, teniendo como principal preocupación la construcción de un ambiente socialmente justo y sustentable; la emancipación de los trabajadores en cuanto sujetos protagonistas de derechos. La economía solidaria así reafirma el surgimiento de los actores sociales, o sea, la emancipación y más libre actuación de los trabajadores en tanto activos sujetos históricos.
Para otros, la "economía solidaria" ubica al centro valores tales como solidaridad, cooperación, ayuda mutua, reciprocidad, equidad, responsabilidad participativa, cuidado del medio ambiente, nutriéndose tanto de la necesidad personal y familiar, como de la convicción íntima de querer que a nivel general y comunitario las cosas funcionen mejor, y así se introduce un sesgo o factor importante, pues en la economía tradicional y salvo casos aislados, es el Estado el que debería ocuparse del interés general casi en exclusividad, mientras las empresas y sus empresarios principalmente se deberían ocupar del lucro y de la acumulación, con cierta independencia o indiferencia de lo que le pueda ocurrir al medio ambiente y/o a terceras personas. Igualmente, para otros, es un movimiento de ideas que introduce un nuevo paradigma interpretativo de las relaciones sociales, y una nueva forma de practicar y entender el trabajo y la economía.
Por último, también corresponde resaltar que para otros, la "economía solidaria" resulta importante no solamente porque en algunos casos se satisfacen necesidades humanas de una manera más respetuosa con la sustentabilidad y con el medio ambiente, sino porque además y a efectos de incentivar los intercambios multilaterales y multitemporales (intercambios escalonados en el tiempo entre varios actores económicos), se introducen de hecho nuevas especies dinerarias o nuevas formas de contabilizar equilibrios (esas unidades a veces llamadas puntos, horas, jornales básicos, unidades-base, unidades alternativas, créditos, tickets-trueque, etc), controlados dichos numerarios directamente por las propias fuerzas sociales y no por el Estado ni por las entidades bancarias, y una de cuyas particularidades es que en esos ámbitos no se suelen aplicar los conceptos de interés compensatorio o interés punitivo.
Todo lo dicho, con sus incertidumbres, sus dualidades, y sus complejidades, contribuye a dar a la "economía solidaria" un perfil a la vez bastante concreto y bastante amplio, convocando especialmente a quienes piensan que se necesitan nuevas modalidades de producción, distribución, consumo, ahorro, e intercambio, para por un lado defender el interés general y el medio ambiente, y por otro lado dar soluciones concretas a sectores actualmente desfavorecidos de la sociedad, y avanzando así hacia sociedades y economías más justas, más humanas, más solidarias, más preocupadas tanto por las actuales como por las futuras generaciones, y también más racionales y equitativas en lo que concierne al trabajo y al empleo.
La "economía solidaria" o "economía de solidaridad" puede ser vista: (a) como la parte del "sector terciario" en donde la actividad económica está también orientada a expresar solidaridad práctica con las personas y las familias, lo que contrasta con el "sector privado" en donde la actividad económica está principalmente orientada a generar ganancias, y lo que también contrasta con el "sector público" en donde la actividad económica está orientada por objetivos de política pública, o (b) como la actividad que procura construir una economía y una cultura de solidaridad, que trasciende los efectos del capitalismo presente y convive con este.
El término "solidarity economy" es la traducción directa al inglés del término en francés "économie solidaire", expresión que a veces también es traducida como "solidarity-based economy". En español, los términos equivalentes serían "economía solidaria", "economía de solidaridad", "economía a base de solidaridad", y "economía sobre la base de solidaridad".

## Origen
Simplificando puede decirse que la economía solidaria se originó en la Primera Revolución Industrial, como reacción de los artesanos expulsados de los mercados debido principalmente al advenimiento de procedimientos de automatización. Hacia el límite entre el siglo XVIII y el siglo XIX, surgieron en Gran Bretaña las primeras Uniones de Oficios (en inglés Trade Unions) así como las primeras cooperativas. En efecto, con la fundación de la llamada Sociedad Equitativa de Pioneros de Rochdale (en inglés The Rochdale Society of Equitable Pioneers), en la ciudad de Rochdale (noroeste de Inglaterra) en 1844, el cooperativismo de consumo poco a poco se fue consolidando, dando lugar primero a grandes emprendimientos en Europa, para luego difundirse en otros continentes.
Pero ciertamente, desde una visión intercultural, puede afirmarse que prácticas económicas fundadas en principios de solidaridad y equidad, existieron en todos los continentes, y ciertamente mucho antes de la Revolución Industrial. Prácticas solidarias milenarias en el campo económico, hace mucho que fueron reconocidas y estudiadas en diferentes culturas, como un elemento fundamental de agregación, coexistencia, e integración social, al interior de diferentes comunidades humanas. Por tanto, identificar la economía solidaria únicamente con las vertientes de los movimientos europeos, sería un claro equívoco, pues si se profundiza en la historia, se pueden encontrar expresiones económico-solidarias tanto en la América Precolombina, como entre los pueblos africanos o asiáticos, y como también en antiguos pueblos europeos. La expresión economía solidaria, fue acuñada en la última década del siglo XX ([Laville-2009], pág. 162-168), pero esto es un detalle, pues es solamente una cuestión de nomenclatura.

## Concepto
La economía solidaria es una forma específica de organización y de estructura operativa de las actividades económicas en un determinado ámbito, y que en lo esencial se caracteriza por la autogestión, o sea, por la autonomía de cada unidad o emprendimiento, así como por la igualdad y equiparación entre sus miembros.

Existen diferentes autores que se han dedicado a conceptualizar las economías solidarias, siendo Paul Singer y Euclides Mance dos de sus principales intérpretes.

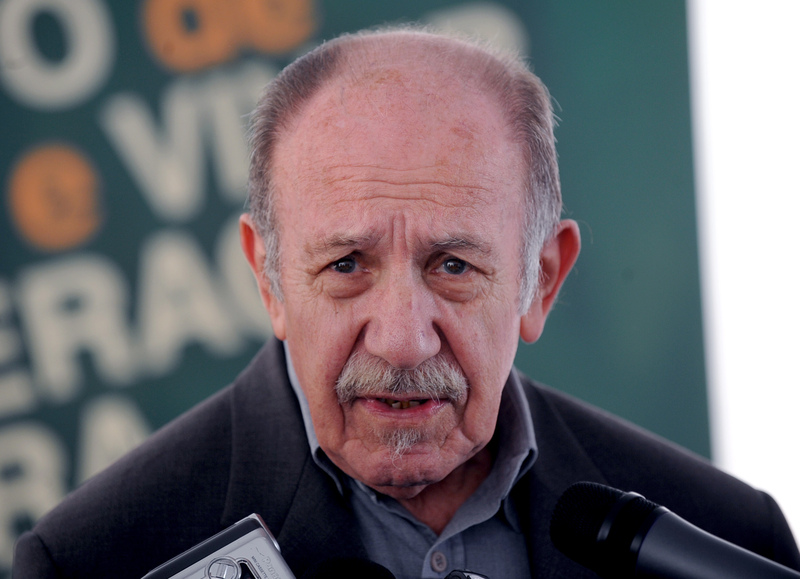
Paul Singer durante la 2ª Conferência Nacional de Economia Solidária, Brasilia, Brasil, 16-18 de junio de 2010.

Por su parte Singer propone que la economía solidaria sea una estrategia posible de lucha contra las desigualdades sociales y el desempleo: "La construcción de una economía solidaria es una de esas estrategias alternativas, que aprovecha los cambios en las relaciones de producción y de trabajo provocados por el gran capital, para lanzar y promover los fundamentos de nuevas maneras de organizar la producción y los intercambios, sobre la base de una lógica muy diferente de aquella que rige en un típico mercado capitalista. Todo lleva a pensar que la economía solidaria permitirá, al cabo de algunos años, dar a muchos la oportunidad de ingresar a la producción por cuenta propia (en lo individual, o en lo colectivo a través por ejemplo de una cooperativa), a pesar de que hoy día las posibilidades que esos mismos tendrían de conseguir un empleo serían demasiado remotas...” ([Singer-2002], pág. 138).
En lo que concierne a Euclides Mance, el concepto de economía solidaria va aún más lejos, ya que a la generación de numerosos puestos de trabajo, agrega la idea de colaboración solidaria, orientada a la construcción de una sociedad pos-capitalista, en donde se garantice un pasar razonable y sin mayores rispideces a todas las personas: "...consideramos la colaboración solidaria como trabajo y consumo compartidos, cuyo vínculo recíproco entre las personas, se encuentre primeramente caracterizado en un sentido moral de corresponsabilidad de la marcha de la sociedad en su conjunto, y del buen vivir de todos y cada uno de sus integrantes, buscando ampliar al máximo posible, el ejercicio concreto de la libertad personal y pública..." (véase que en esta definición, se introduce en destaque, el concepto del ejercicio humano de la libertad) ([Mance-1999], pág. 178). 
, el modelo aplicado casi consideraba que el empleado era una especie de propiedad del empleador, ya que el grado de dependencia del primero respecto del segundo era muy fuerte, separándolo completamente de los medios de producción y de las herramientas que utilizaba, y alejándolo así de cualquier esbozo o forma de economía solidaria. Aún en el lenguaje se plasmaba esta concepción, ya que reiteradamente se hablaba entonces de recursos humanos y materiales, pasando así la fuerza laboral a ser un recurso más, en el mismo nivel que los medios de producción y que las materias primas o insumos. Por el contrario, el concepto base en la economía popular solidaria es bien distinto, pues se refiere al “conjunto de emprendimientos productivos de iniciativa colectiva, con cierto grado de democracia interna, y que trata al trabajo y al trabajador en una forma privilegiada en comparación con el capital, ya sea en un ambiente rural, ya sea en un ambiente urbano o suburbano. Menospreciar la formación de emprendimientos alternativos a los usuales patrones capitalistas normalmente aceptados, objetivamente hablando, es una forma de aumentar y promover falencias sociales de todo tipo y desempleo. (...) Los emprendimientos de economía solidaria, potencialmente encuentran en el trabajo colectivo y en las motivaciones de los trabajadores, una importante fuente de competitividad y de eficiencia, hoy día reconocida incluso por el capitalismo contemporáneo. En el fordismo por el contrario, y así exponiendo otro caso, la competitividad es obtenida a través de las economías de escala, así como a través de una creciente división y especialización en el trabajo, asociada a líneas productivas rígidas – automatizadas o no –, lo que en varios aspectos resulta alienante y embrutecedor para el operario.” ([Gaiger-2002], pág. 64)
Para Paul Singer, la definición de la economía solidaria considera muy especialmente las relaciones entre el trabajador y los medios de producción, ya que dentro de la empresa solidaria se considera que los trabajadores son los propietarios de todos o de la mayoría de los medios de producción. (...) La empresa solidaria básicamente es de los propios trabajadores, y por eso, su finalidad principal no es maximizar el lucro del emprendimiento, sino la cantidad y calidad del trabajo”. ([Singer-2002], pág. 4)
La economía solidaria se presenta como una reconciliación del trabajador con los medios de producción, y proporcionando, según [Gaiger-2003], una experiencia profesional fundamentada en la equidad y la dignidad, durante la cual ocurre un enriquecimiento desde el punto de vista cognitivo y humano. Con las personas más motivadas, la división de los beneficios aceptada por los asociados está fundamentada en la solidaridad: “el interés de los trabajadores en garantizar el suceso del emprendimiento, estimula un mayor empeño de cada cual con el proceso productivo, así como con la minimización tanto de desperdicios y descartes como de tiempos ociosos; la calidad del producto o del servicio generado es fundamental, además de inhibir el ausentismo y la negligencia” ([Gaiger-2002], pág. 34).
Por tanto, uno de los conceptos que está intrínsecamente ligado a la realización de un emprendimiento solidario, es el de desarrollo local. Con la tendencia al aumento del rendimiento del trabajo asociado, es necesario promover el desarrollo local tanto en el aspecto económico como en el social, entendiendo que el mismo se define como el “proceso que moviliza personas e instituciones, buscando la transformación de la economía y de la sociedad local, creando oportunidades de renta y de trabajo, superando dificultades para de una forma o de otra favorecer la mejora de las condiciones de vida de la población local” (Jesús, en: [Cattani-2003], pág. 72).
Según [Gaiger-2002], cuatro características económicas establecen el modo de producción capitalista: producción de mercaderías con el único objetivo de la comercialización; separación entre los trabajadores y los medios de producción; transformación del trabajo en mercadería, a través del empleado asalariado; existencia de lucro y de acumulación de capital, por parte del empleador y propietario de los medios de producción.
Una de las principales características del modelo capitalista, es la de generar desigualdades y de combinar posibilidades: en este contexto, una parte de los trabajadores indudablemente tiene éxito a través de la especialización y de buenos salarios, mientras que otra parte de los trabajadores pierden sus calificaciones, y con el tiempo incluso se tornan miserables ([Singer-2004]). Esta situación es resultado de la competencia, que al contrario de lo que en una primera instancia podría pensarse, no es antagónica de la cooperación (ambas siempre coexisten, y lo que realmente caracteriza un modo de producción, es la predominancia de una o de la otra). En efecto, cuando la competición sobresale en relación con la cooperación, la tendencia es a la exclusión de aquellos que por una razón u otra fracasan o no se encuentran aptos. En contrapartida, cuando la cooperación es la que predomina, se establece un ambiente muy tolerable e igualitario, volviéndose entonces posible procesos de recuperación de economías empobrecidas (Myrdal, en: [Arroyo-2008]).
La economía solidaria, según Wautier (en: [Cattani-2003], pág. 110), está orientada desde el punto de vista sociológico, y « acentúa las nociones de proyecto, de desarrollo local, y de pluralidad de las formas de actividad económica, teniendo muy especialmente en cuenta la "utilidad pública" (bajo la forma de servicios diversos), destinados, principalmente pero no exclusivamente), a la población carente o excluida ».
Se puede decir también que la economía solidaria está fundada en relaciones en las cuales las prácticas de solidaridad y reciprocidad no son utilizadas como meros dispositivos compensatorios y/o redistributivos, sino como factores determinantes en la realidad de la vida material y social.

## Organización y estrategias
Los emprendimientos de la economía solidaria buscan implementar soluciones colectivas de gestión, democráticas y autogestionadas. Las decisiones más importantes tomadas en este ámbito, acostumbran ser tomadas en asambleas de socios, en donde rige el principio "cada socio un voto", para que así se considere a todos los socios equiparados unos con otros, sin que importe la función o la posición administrativa o la antigüedad de cada socio en el emprendimiento.
Dentro de los instrumentos usados para facilitar la comercialización de los productos y servicios dentro de una economía solidaria, como alternativa para la contabilización de los intercambios así como con ciertas finalidades específicas, se utiliza una determinada y propia moneda social ([Soares-2009], págs. 255-259).
El término economía social y solidaria se está utilizando progresivamente para aludir a una amplia gama de organizaciones que son reconocidas por los ingresos ordinarios, la economía de negocios y la economía informal por dos aspectos destacados. Primeramente, tienen objetivos inequívocos monetarios y sociales (y con frecuencia ecológicos). En segundo lugar, incluyen diferentes tipos de relaciones de co-empleo, afiliación y solidaridad.

## Economía solidaria en Europa
Con las revoluciones de 1848, surgieron en Francia cooperativas de producción a partir de emprendimentos capitalistas abandonados por sus dueños. Y, a partir de 1850, fueron creadas en Prusia las primeras cooperativas de crédito urbanas (por Schulze-Delitsch) y rurales (por Friedrich Wilhelm Raiffeisen).
Durante la segunda mitad del siglo XIX y la mayor parte del siglo XX, el cooperativismo se difundió y adquirió considerable poderío económico. Las grandes cooperativas singulares y federadas (de 2º grado, 3º grado, y superiores) se empeñaron en disputarse mercados con los grandes conglomerados capitalistas, y a través de ello acabaron asimilando sus métodos de gestión. Y en el caso de las cooperativas de consumo, la administración pasó a ser dominada principalmente por profesionales asalariados, y entonces con frecuencia los socios fueron asimilados a meros clientes.
Con la revolución informática o revolución digital, cuyo gran despegue podemos fijarlo con el desarrollo y afianzamiento de Internet (generalmente fijado en los años 1980 o principios de los años 1990), la exclusión de gran número de trabajadores del mercado laboral se volvió a repetir, lo que generó el surgimiento de un nuevo cooperativismo, mucho más próximo de sus orígenes históricos. Nuevas formas institucionales de autogestión fueron entonces desarrolladas, pasando a ser conocidas con la etiqueta genérica de "economía solidaria".

## Economía solidaria en Brasil[22]
El movimiento de economía solidaria creció muy rápidamente, no sólo en Europa sino también en Brasil y en otros países.
En el contexto brasilero, el crecimiento se debió a factores variados, entre los que corresponde destacar el creciente rechazo de trabajadores y trabajadoras a la exclusión social y al desempleo urbano, así como a la desocupación rural, todo ello posiblemente resultante de la expansión agresiva de los efectos negativos de la globalización y del tipo de producción capitalista. Tal resistencia y tal rechazo, se manifiesta primeramente como lucha por la sobrevivencia, a través de la conformación de un creciente mercado informal, donde florecen iniciativas de economía popular tales como distintos tipos de vendedores ambulantes (en portugués también camelôs, marreteiros, y flanelinhas, en español, buhoneros, vendedores callejeros, vendedores de carritos, vendedores de artesanías y antigüedades, ropavejeros, lustra-botas, cuida-coches, limpia-vidrios, malabaristas ambulantes), así como emprendimientos varios de carácter individual o familiar. Con la articulación de estos diversos actores, la resistencia y la lucha por la sobrevivencia también se manifiesta en forma de ciertas iniciativas asociativas y solidarias, que apuntan para alternativas estructurales de organización de la economía, basada en valores como la ética, la equidad, y la solidaridad, y no solamente basado en un lucro inmediato y en una acumulación indiscriminada.
La última década, en Brasil, asistió al creciente desarrollo de la economía solidaria en cuanto movimiento – o sea, ultrapasando las simples iniciativas aisladas y fragmentadas en lo que por ejemplo respecta a la inserción en cadenas productivas y en articulaciones con el entorno, e incluso aspirando a ser emprendimientos nacionales y/o traducirse en desarrollo de redes sociales o en plataformas de uso genérico. Esta tendencia da un salto considerable a partir de las realizaciones del llamado Foro Social Mundial, espacio privilegiado donde diferentes actores (entidades, investigadores, activistas sociales, etc) reflexionan y planifican en el área económico-social, lo que entre otras cosas impulsó la creación de una Secretaría Nacional de Economía Solidaria (SENAES). Simultáneamente con la creación de esa Secretaría, en la 'III Plenária Nacional de Economía Solidária' fue creado el llamado 'Fórum Brasileiro de Economía Solidária'  (FBES). La creación de estas dos instancias, sumado al fortalecimiento del área de la economía solidaria al interior del ya citado 'Foro Social Mundial', consolidó el interés por esta temática prácticamente en todo Brasil.

### Actores del movimiento brasilero de economía solidaria
El 'Fórum Brasileiro de Economía Solidária' se ha estructurado de forma de garantizar la articulación y el desarrollo en tres segmentos o áreas : emprendimentos solidarios, entidades de asesoría y fomento, y gestores públicos.

### Emprendimientos económicos solidarios (EESs)
Denominamos emprendimentos solidarios a las diversas formas concretas de estructuración de la economía solidaria. Estos emprendimientos solidarios son los principales protagonistas del FBES, y son los que más activamente participan en los niveles de decisión de ese foro.
Corresponde citar aquí algunos tipos de iniciativas concretas de economía solidaria, para así mejor percibir la magnitud y la heterogeneidad de estos emprendimientos : cooperativas, asociaciones populares, grupos informales (de producción, de servicios, de consumo, de comercialización, e incluso de crédito solidario, tanto en el ámbito urbano como rural); empresas recuperadas de autogestión (antiguas empresas capitalistas fallidas recuperadas por los trabajadores); agricultores familiares; fondos solidarios y rotativos de crédito (organizados bajo diversas formas jurídicas, y también informales); clubes de intercambios solidarios (con o sin uso de moneda social o de moneda comunitaria); ecovilas; redes de articulaciones de comercialización y de cadenas productivas solidarias; centros de comercio justo; agencias de turismo solidario; entre otras. Los emprendimentos solidarios se caracterizan por basarse en principios y valores contenidos en la 'Carta de Principios de la Economía Solidaria', en donde se destacan el ejercicio de la autogestión, así como la formación de grupos supra-familiares.
Cuando se trata de un emprendimiento económico solidario de producción, su capital será constituido por cuotas, distribuidas por igual entre todos los miembros, que de esta forma, se transforman en socios del emprendimiento. El principio general de la autogestión, es que todos los que allí trabajen sean dueños del emprendimiento, y que además, todos los dueños del emprendimiento trabajen en el mismo.
Existen emprendimentos solidarios productivos en las áreas económicas más diversas, y son asociaciones o cooperativas agropecuarias o agroindustriales, de transporte, de artesanato, de reciclaje de residuos sólidos, de educación escolar, de hotelería, etc.
Ejemplos de emprendimentos solidarios de consumo son las cooperativas de consumo, las cooperativas de vivienda, las cooperativas de crédito y mutuas de seguros generales, o de seguro de salud, o clubes de intercambio, etc. En el ámbito de la economía solidaria, el concepto de cliente - típico de la economía capitalista - es substituido por el concepto de socios del proyecto ([Arroyo-2006], pág. 21).

### Gestores públicos
Los gestores públicos, formados por representantes de gobiernos municipales y estatales, que tengan en su gestión programas explícitamente orientados a la economía solidaria. Este segmento se hace representar nacionalmente por una red de gestores públicos, que actúa como 'Coordinación Nacional del FBES'.

### Entidades
Las entidades de asesoría y fomento de la economía solidaria normalmente se organizan en forma de asociaciones sin fines lucrativos (ONGs), o como órganos universitarios (incubadoras tecnológicas y grupos de extensión), y prestan servicios de apoyo y fomento a emprendimientos solidarios, sea a través de actividades de formación (tanto técnica como económica y política), sea como apoyo directo (en estructuras, asesoría, consultoría, elaboración de proyectos y/o ofrecimiento de créditos), para así propiciar la incubación y la promoción de emprendimentos y de micro-emprendimientos.
La 'Incubadora Tecnológica de Cooperativas Populares de la Universidad de São Paulo'  es un ejemplo de entidad de fomento, que se une a decenas de otras incubadoras universitarias brasileras.